# Septum interventriculaire

Modélisation tridimensionnelle d'un cœur humain vu en coupe, le septum interventriculaire est au premier plan entre les deux ventricules.

Le septum interventriculaire (du latin sæptum : clôture, barrière) est la cloison qui sépare les deux ventricules cardiaques Avec le septum interatrial qui le prolonge en haut, il constitue l'ensemble du septum cardiaque formant la paroi séparant le cœur droit du cœur gauche,.

## Structure
Le septum interventriculaire est une paroi située entre le ventricule gauche et le ventricule droit de la base du cœur à l'apex du cœur. Il est convexe vers le ventricule droit.
Sa partie inférieure constitue la partie musculaire du septum. Elle représente 90% du septum et en constitue la partie la plus épaisse (1 à 1,5 cm).
Sa partie supérieure composée principalement de tissu fibreux est plus fine (2 mm). Elle constitue la partie membraneuse du septum et est en relation étroite avec les valves aortique et tricuspide.

## Vascularisation
Le septum interventriculaire est vascularisé dans son tiers antérieur par l'artère interventriculaire antérieure et pour ses deux tiers postérieurs par l'artère interventriculaire postérieure.

## Embryologie
Les parties musculaire et membraneuse ont des origines embryonnaires distinctes,.
Vers la fin de la 4e semaine du développement embryonnaire, apparaissent deux bourrelets musculaires : un inférieur depuis l'apex et un supérieur du toit du ventricule primitif. Ces deux bourrelets fusionnent pour former le septum interventriculaire primitif. Il formera la partie musculaire du septum interventriculaire vers entre la cinquième et la sixième semaine.
Entre les sixième et septième semaines la partie membraneuse résulte de la fusion entre les bourrelets endocardiques qui comble l'espace entre le septum primum et les valves atrio-ventriculaires.
Si le côté gauche du septum interventriculaire membraneux est totalement entre les deux ventricules, le côté droit quant à lui, dans sa partie la plus haute, sert d'insertion au feuillet septal de la valve tricuspide. Ce n'est qu'au-dessous de cette valve que la partie membraneuse du septum est réellement interventriculaire.

## Aspect clinique

### Anomalies de constitution
Lorsque le développement de la partie membraneuse est incomplet, il persiste à la naissance une communication interventriculaire (CIV) haute. En clinique cette communication interventriculaire peut être isolée, comme dans la maladie de Roger, ou associée à d'autres malformations cardiaques, comme dans la tétralogie de Fallot ou le syndrome d'Eisenmenger.
Plus bas, le déficit de développement de la partie musculaire peut provoquer une communication interventriculaire basse voire un ventricule unique par absence complète du septum musculaire.

### Maladies du septum
La cardiomyopathie hypertrophique est une maladie du muscle cardiaque, d'origine multiple, se traduisant par une hypertrophie du ventricule gauche prédominant sur le septum interventriculaire. Dans un cœur dont le poids est augmenté, l'examen histologique retrouve une hypertrophie des myocytes, une fibrose et surtout une désorganisation myocytaire.
La rupture du septum est une complication rare d'un infarctus du myocarde et se compliquant rapidement d'un choc cardiogénique.